# 控訴者羅南
控訴者羅南，是漫威漫畫中的虛構超級反派角色，由作家史丹·李和藝術家傑克·科比所創作。羅南首次於《驚奇4超人》#65中登場。
2014年電影《銀河守護隊》、2019年電影《驚奇隊長》由李·佩斯飾演。

## 人物
羅南（Ronan）出生於大麥哲倫星系上的克里帝國的首都哈拉星球，後來加入控訴者軍團，一個相當於克里人軍事總督和法學家的組織。羅南的表現在組織中最為優秀，最終使他成為克里帝國中第三強的人，被至高智慧任命為「至高克里帝國控訴者」，簡稱為「控訴者羅南（Ronan the Accuser）」。

## 能力
羅南是一名相當優秀的克里人戰士，他擁有克里人的獨特生理機能，亦擁有免疫毒素和疾病的能力、超人的力量、速度和反應能力。羅南的外骨骼裝甲能增強身體素質、耐力和創造隱形領域。羅南的手套能投射宇宙能量和產生極端寒冷的溫度。
羅南的主要武器是「萬能武器」（Universal Weapon），一個由克里帝國利用高科技製造的大鐵鎚。萬能武器擁有多種能力，包括吸收和投射能量、操縱分子、產生力場、控制重力、創造時間動向移動領域、星際傳送、超空間傳送和飛行能力。

## 其他媒體

### 電視
- 《銀色衝浪手（英语：Silver Surfer (TV series)）》
- 《驚奇4超人：世界最偉大的英雄們（英语：Fantastic Four: World's Greatest Heroes）》：由麥可·道布森（英语：Michael Dobson (actor)）配音。
- 《Q版大英雄》：由麥可·多恩（英语：Michael Dorn）配音。
- 《浩克與狂砸特工隊（英语：Hulk and the Agents of S.M.A.S.H.）》：由詹姆斯·C·馬席斯三世（英语：James C. Mathis III）配音[2]。
- 《銀河守護隊（英语：Guardians of the Galaxy (TV series)）》：由喬納森·亞當斯配音。

### 電影
- 漫威電影宇宙：由李·佩斯飾演控訴者羅南[1]。
  - 《銀河守護隊》（2014年）
  - 《驚奇隊長》（2019年）

### 遊戲
- 《銀河復仇者（英语：Avengers in Galactic Storm）》
- 《乐高漫威超级英雄》
- 《樂高：復仇者聯盟（英语：Lego Marvel's Avengers）》
- 《Marvel：復仇者聯盟（英语：Marvel: Avengers Alliance）》
- 《Marvel：復仇者聯盟策略》
- 《迪士尼無限世界：漫威超級英雄》，由詹姆斯·C·馬席斯三世（英语：James C. Mathis III）配音[3]。
- 《迪士尼無限世界3.0》，由詹姆斯·C·馬席斯三世配音[4]。
- 《Marvel：英雄大亂鬥（英语：Marvel: Contest of Champions）》，手機遊戲。羅南是玩家可使用角色之一[5]。
- 《Marvel：復仇者聯盟2（英语：Marvel: Avengers Alliance 2）》[6]
- 《漫威：未來之戰》：手機遊戲，羅南是玩家可使用角色之一。
- 《漫威超級戰爭》

## 外部連結
- Ronan the Accuser （页面存档备份，存于） 漫畫書數據庫
- Ronan the Accuser （页面存档备份，存于） 超級英雄數據庫
- Marvel Comics Database: Ronan the Accuser （页面存档备份，存于）